# نبرد بلانهایم
نبرد بلانهایم (آلمانی: Zweite Schlacht bei Höchstädt) (آلمانی: Zweite Schlacht bei Höchstädt; فرانسوی: Bataille de Höchstädt; Dutch: Slag bij Blenheim) در روز ۱۳ اوت ۱۷۰۴ میلادی رخ داد و یکی از نبردهای بزرگ جنگ جانشینی اسپانیا بود. پیروزی قاطع نیروهای اتحاد بزرگ امنیت وین را در برابر ارتش فرانسوی-باواریایی تضمین کرد و از فروپاشی اتحاد بزرگ جلوگیری کرد. 
لوئی چهاردهم، پادشاه فرانسه، در صدد ضربت زدن به امپراتور مقدس روم، لئوپلد یکم، از طریق تسخیر وین ، پایتخت امپراتوری هابسبورگ، بود تا شرایط مطلوبی را در معاهده صلح به دست آورد. نیروهای ماکسیمیلیان دوم، حاکم باواریا و مارشال فردیناند دی مارسین از غرب و مارشال لوئی ژوزف دی بوربن، دوک وندوم، از شمال ایتالیا و شورش راکوکزی مجار از جانب شرق، وین را تهدید می کردند. دوک مارلبورو با درک این خطر نیروهایش را از بدبورگ به سمت جنوب روانه کرد تا امپراتور لئوپلد را در اتحاد بزرگ حفظ کند. ترکیب فریب و مدیریت ماهرانه موجب مخفی ماندن مقصد واقعی وی از دوست و دشمن گردید و به او امکان داد تا مسافت ۴۰۰ کیلومتری را از از سرزمین های پست تا رود دانوب طی پنج هفته بپیماید.
فرماندهان فرانسوی-باواریایی مایل به جنگ تا زمانی که تعداد قوایشان کافی باشد، نبودند. وقتی نیروهای کمکی به هر دو سوی جبهه رسید، دو طرف نهایتا در کرانه های دانوب در ناحیه روستای کوچک بلیندهایم با یکدیگر مواجه شدند. این نبرد جهت جنگ را که تا پیش از آن به نفع بورون های فرانسوی و اسپانیایی بود تغییر داد و طرح خارج کردن امپراتور لئوپلد از اتحاد را نافرجام کرد. فرانسه تلفات فاجعه باری را در جنگ متحمل شد که شامل تالارد، فرمانده کل نیروهای میدانی می شد و وی به اسارت قوای انگلستان درآمد. پس از آن جنگ تا ۱۷۱۴ ادامه یافت.